# Marola

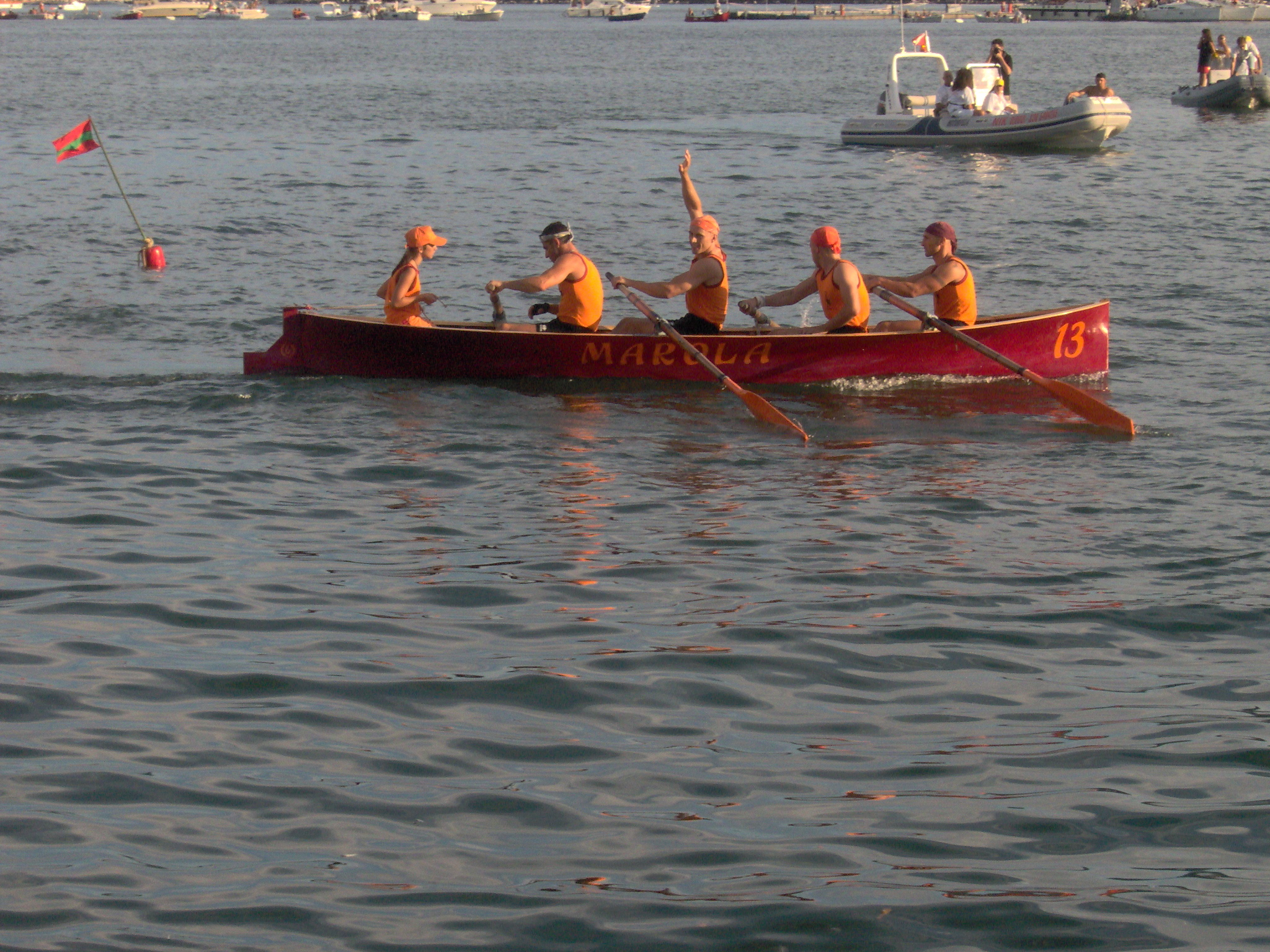
Das Boot von Marola, das den Palio gewann

Marola ist eines von 13 Dörfern, die zur Stadt La Spezia gehören. Der Ort liegt am Golf von La Spezia im Ligurien am Ligurischen Meer. Marola befindet sich auf der Straße von La Spezia nach Porto Venere. In den Bergen oberhalb von Marola befinden sich Steinbrüche des exklusiven Natursteins Nero Portoro. 
Früher soll sich in Marola eine römische Siedlung befunden haben, da man schwarze und weiße Marmorfliesen fand, die vermutlich aus einem Kurhaus stammen. Im 18. Jahrhundert wurden in einer Grabstätte menschliche Überreste mit Helm und Schwert entdeckt. Es wird vermutet, dass die Römer in der republikanischen Zeit den Ort auch als Kriegshafen verwendeten und in der Kaiserzeit war der Ort eine Stadt. Im Ort befinden sich zwei Kirchen.
Zwischen Marola und La Spezia liegt das Marinearsenal La Spezia, das von hohen Steinmauern umgeben ist. Der Ort Marola und die weiterführende Küste sind durch das Arsenal abgetrennt und die Dorfbewohner Marolas hoffen, dass, sofern das Arsenal aufgegeben wird, die Küste wieder dem öffentlichen Gebrauch zurückgegeben wird.

## Sport
Jährlich findet seit 2000 der Palio del Golfo, ein Wettrudern zwischen den umliegenden Orten statt. Die Gemeinde Marola führt mit sieben Siegen und einmal gewann der Ort Fezzano.